# Schylger Jutters-Bitter

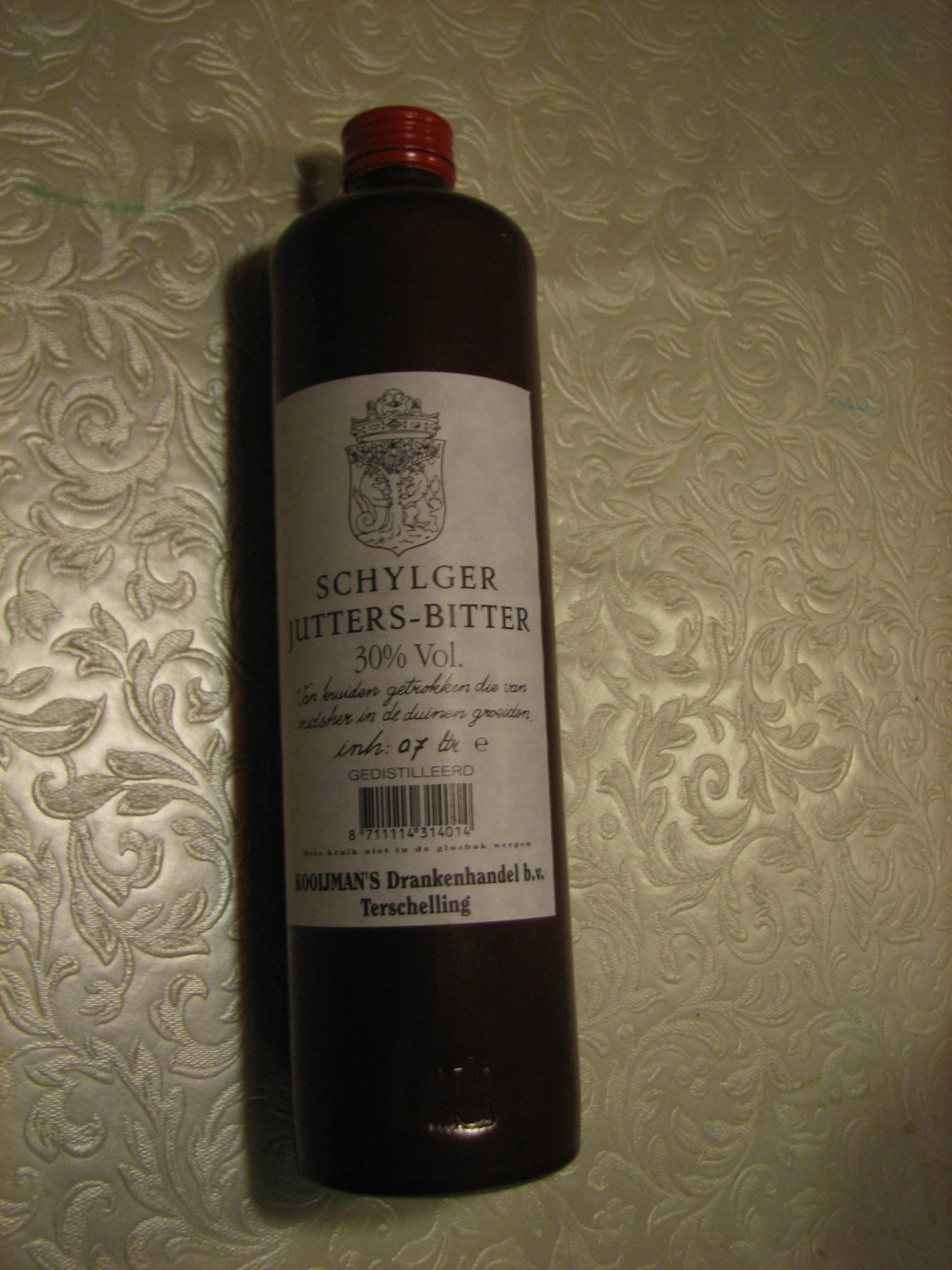
Schylger Jutters-Bitter

Schylger Jutters-Bitter is een kruidenbitter van het Waddeneiland Terschelling (Schylger is Terschellings voor "Terschellinger").
De kruidenbitter bevat 30% alcohol. De bitter wordt in liters verkocht in glazen flessen, andere volumes in bruine stenen kruiken.
Het drankje kan puur gedronken worden, maar kan ook worden gebruikt in cola of in/naast de koffie.
Het wordt geproduceerd door Cranberry Terschelling BV en verhandeld door West Aleta Drankenhandel b.v. op Terschelling.